# Józef Kurek (żołnierz AK)
Józef Kurek ps. „Halny” (ur. 30 listopada 1913 w Koźmicach Wielkich, zm. 9 października 1997 w Bielsku-Białej) – polski wojskowy, oficer Wojska Polskiego, uczestnik kampanii wrześniowej, żołnierz Armii Krajowej, po zakończeniu wojny nauczyciel wychowania fizycznego, instruktor narciarski. Kawaler Orderu Virtuti Militari.

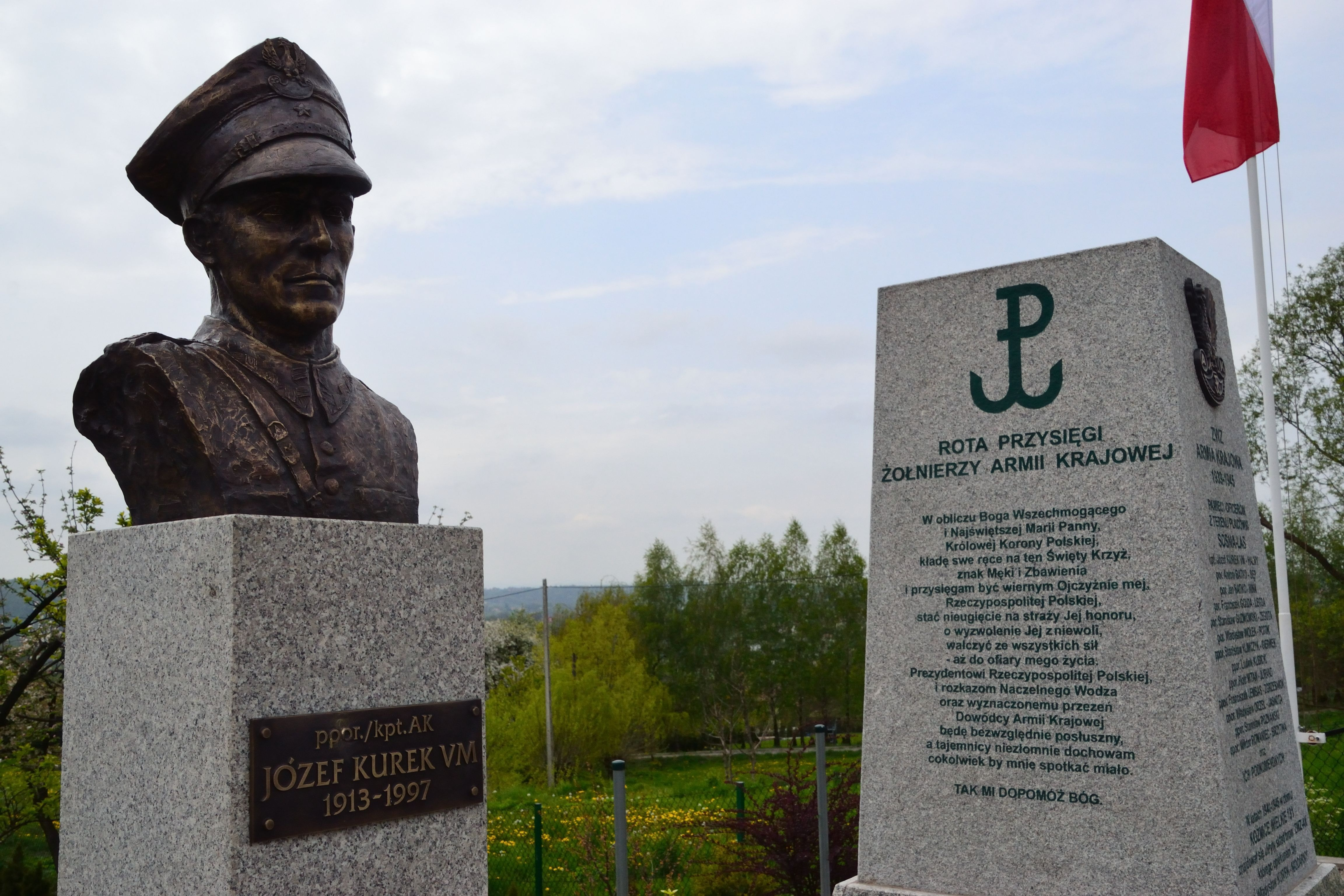
Pomnik w Koźmicach Wielkich

## Życiorys
Józef Kurek był synem Jana, górnika w kopalni soli w Wieliczce oraz Wiktorii z Pirowskich. Ukończył Gimnazjum im. Jana Matejki w Wieliczce, egzamin dojrzałości złożył w 1934 roku. Po trzyletnim pobycie w Szkole Podchorążych Piechoty w Komorowie-Ostrowie, w 1937 roku otrzymał promocję na podporucznika piechoty służby stałej. Służył w 73. pułku piechoty w Katowicach. Podczas kampanii wrześniowej walczył w składzie 201. pułku piechoty, 55. Dywizji Piechoty w Armii Kraków. Wzięty do niewoli niemieckiej, uciekł w październiku 1939 roku. W 1940 roku został zaprzysiężony do Związku Walki Zbrojnej przez podporucznika Franciszka Lembasa „Zgrzebnioka”. Przyjął pseudonim „Halny”.
Wraz z braćmi Władysławem i Franciszkiem zorganizował budowę konspiracyjnego schronu dla wielickiego Kedywu pod własnym domem rodzinnym w Koźmicach Wielkich. Od 1941 roku działał w obwodzie AK Jędrzejów, jako zastępca dowódcy obwodu i szef referatu operacyjnego. Odpowiadał za sprawy szkoleniowe, magazynowanie broni i sprzętu, opracowanie planów operacyjnych, także akcji „Burza”, odbieranie zrzutów lotniczych. W akcji „Burza” dowodził batalionem Jędrzejowskiego Pułku Piechoty AK. Awansował do stopnia porucznika, następnie kapitana. Po 1943 roku należał do organizacji NIE. Za swoje zasługi w walce został odznaczony Krzyżem Srebrnym Orderu Virtuti Militari, Krzyżem Walecznych, Krzyżem Armii Krajowej oraz Medalem Za udział w wojnie obronnej 1939.
Po zakończeniu wojny ukończył w 1948 roku Studium Wychowania Fizycznego Uniwersytetu Jagiellońskiego (dyplom magisterski uzyskał w 1960 roku w Wyższej Szkole Wychowania Fizycznego w Krakowie). Od 1949 roku pracował jako nauczyciel w I Liceum Ogólnokształcącym im. Mikołaja Kopernika w Bielsku-Białej. Był instruktorem narciarskim Polskiego Związku Narciarskiego. Napisał kilkanaście publikacji dotyczących szkolnych urządzeń sportowych i wychowania fizycznego. Został odznaczony między innymi Krzyżem Kawalerskim Orderu Odrodzenia Polski, Złotym Krzyżem Zasługi, Medalem Komisji Edukacji Narodowej, Złotą Odznaką ZNP, Złotą Odznaką „Zasłużony dla rozwoju województwa katowickiego”.
Zmarł w 1997 roku i został pochowany na Cmentarzu Komunalnym w Kamienicy. W 1998 roku jego imieniem nazwano jedną z ulic w Jędrzejowie.
Jego synem był Piotr Wojciech Kurek, polski fizyk i działacz kombatancki.